# John Spencer (actor)
John Spencer (20 de diciembre de 1946 - 16 de diciembre del 2005) fue un actor estadounidense, nacido en Nueva York y fallecido en Los Ángeles, California de un ataque cardíaco. Entre sus películas destacan El negociador y La Roca, además de su papel en la serie televisiva The West Wing.

## Filmografía seleccionada

### Cine y televisión
- Juegos de guerra (1983)
- El protector (1985)
- Hiding Out (1987)
- Sea of Love (1989)
- Black Rain (1989)
- Far From Home (1989)
- Presumed Innocent (1990)
- L. A. Law (1990-1994)
- Wing Commander IV (1994)
- Forget Paris (1995)
- La Roca (1996)
- Lesser Prophets (1997)
- Cop Land (1997)
- The Negotiator (1998)
- The West Wing (1999-2006)
- Ravenous (1999)